# Pizarra del Barrado
La llamada Pizarra del Barrado, es una pizarra visigoda hallada en la población de Barrado, en el norte de Cáceres, durante el siglo XIX, por el investigador extremeño Vicente Paredes, gargüereño de origen y que fue también arquitecto municipal de Plasencia, quien la donó en 1889 al museo de la Academia de la Historia, en Madrid y de cuyo catálogo hace el número 103. 

## Descubrimiento
El descubrimiento de esta pizarra fue completamente casual, en el paraje conocido como Los Arroyos. En la zona no se han hallado, hasta la fecha, otros restos arqueológicos de importancia.

## Texto
Se trata de una epístola en latín, en soporte de pizarra, datada en el siglo VI, en el que  el remitente da una serie de consejos de la vida cotidiana al que recibe la carta.
El texto dice lo siguiente:

«Faustino al Señor Paulo. Saludo a tu dad y te ruego, señor, que, como es costumbre hacer, recojas tú mismo la aceituna. Trata de obligar a tus siervos mediante juramento para que no cometan fraude contra ti. Coge las copas, las varas de toza y séllalas con tu anillo y comprueba si las están engastadas con la grapa, tal como las fijé. Así Cristo te guarde»

## Importancia histórica
Este tipo de pizarras tienen gran valor, por su escasez, y además son de una importancia crucial dado que permiten conocer aspectos de la vida social y de la economía de la España visigoda, ofrecen además información muy valiosa sobre la evolución del latín a las lenguas romances, por lo que se consideran el punto de partida en el estudio de la lengua española. En el caso de esta pizarra está considerada como un monumento de lengua hablada y permite una aproximación a la lengua oral en la zona en esa época y permite comprender mejor cual era la evolución hacia el futuro español, que había sufrido ya el latín.